# 무비 43
무비 43(Movie 43)는 2013년 공개된 미국의 코미디 영화이다.

## 줄거리
무비 43은 할리우드의 가장 큰 스타들이 출연하는 정신 나간 스토리를 피칭하는 퇴물 제작자에 대한 여러 가지 상호 연결된 단편 영화와 스케치로 구성되어 있다.

### 더 피치
- 제작 및 감독: 피터 패럴리, 각본: 록키 루소, 제러미 소센코, 리키 블릿

이 영화는 "더 피치"라는 포괄적인 세그먼트를 통해 제시되는 여러 코미디 단편으로 구성되어 있으며, 미친 시나리오 작가인 찰리 웨슬러가 영화 경영진 그리핀 슈레이더에게 각본을 피칭하려고 한다.
웨슬러는 자신의 각본에 있는 여러 이야기를 공개한 후, 슈레이더가 자신의 터무니없는 아이디어를 일축하자 격분하여 총을 꺼내 슈레이더에게 들이대고 여러 다른 이야기를 들을 것을 강요한 후, 슈레이더에게 매니저인 밥 먼과 상의하여 영화를 구매하도록 시킨다.
그들이 그렇게 했을 때, 먼이 슈레이더를 비하하고 모욕하는 태도에 슈레이더는 화가 나서, 영화를 "하워드 덕 이래 가장 큰 영화"로 만들기로 동의한 후, 주차장에서 먼에게 총을 들이대고 경비원에게 펠라티오를 강요하고 (웨슬러도 똑같은 방식으로 경비원에게 펠라티오를 해주고 들어왔다) 영화를 만들지 않으면 그를 죽이려고 한다.
웨슬러는 더 많은 이야기 아이디어로 슈레이더를 진정시키려 하지만 소용이 없었고, 먼은 총을 꺼내 슈레이더를 쏴 죽인다. 세그먼트가 끝나자, 이것이 영화의 일부로 카메라 스태프에 의해 촬영되고 있음이 밝혀지면서 마지막 세그먼트로 이어진다.
출연
- 데니스 퀘이드 - 찰리 웨슬러 역
- 그레그 키니어 - 그리핀 슈레이더 역
- 커먼 - 밥 먼 역
- 찰리 색스턴 - 제이 역
- 윌 사소 - 제리 역
- 오데사 래 - 다니타 역
- 세스 맥팔레인 - 본인 역
- 마이크 멜드먼 - 본인 역

### 대안 버전 (더 스레드)
- 감독: 스티븐 브릴, 각본: 록키 루소, 제러미 소센코

영국과 네덜란드와 같은 일부 국가에서는 구조가 다르다. 피치 대신, 영화는 세상에서 가장 금지된 영화인 무비 43을 찾는 세 명의 십대 그룹에 의해 연결되어 있으며, 이 영화는 결국 문명의 파괴로 이어질 것이다. 캘빈 커틀러와 그의 친구 J. J.는 MTV의 잭애스 스타일로 비디오를 만들어 유튜브에 업로드했고, 즉시 조회수 1,000,000회를 돌파한다. 이것은 캘빈의 남동생 백스터의 만우절 장난으로 밝혀지는데, 그는 과학 프로젝트를 하면서 유튜브를 복제하고 조회수를 과도하게 부풀렸다.
캘빈과 J.J.는 백스터에게 세상의 파멸을 초래할 정도로 위험한 영화에 대해 이야기함으로써 복수하려고 한다. 그 영화는 무비 43으로 알려져 있다. J.J.와 백스터가 구글 대역 웹사이트에서 무비 43을 찾는 동안, 캘빈은 백스터의 노트북을 가져와 포르노 사이트에서 바이러스를 다운로드하고, 화장실에서 포르노 사이트의 스트립 티즈 비디오를 보며 자위한다. 백스터는 그가 인터넷의 어두운 구석이라고 부르는 웹사이트에서 무비 43에 대한 수백 건의 검색 결과를 발견한다. 그들은 결과 목록에서 43번째 검색부터 스케치를 찾는다.
백스터와 J.J.가 계속 비디오를 보는 동안, 그들은 무비 43을 찾으려는 브랑코비치와 중국 갱단에게 방해를 받는다. 그들은 J.J.의 급우인 스티비 슈레이더, 영화 경영진 그리핀 슈레이더의 장남을 인질로 잡기까지 한다. 브랑코비치는 그들에게 무비 43을 찾으면 문명이 파괴될 것이라고 경고한다. 그들은 그의 주장을 무시하고 계속 찾다가 마침내 실제 무비 43을 발견하는데, 이 영화는 미래에서 온 것으로 밝혀지며, 세상이 끝난 후 백스터가 욕설을 퍼붓는 특공대원으로서 신병 그룹을 이끌고 생존하는 모습을 보여준다.
캘빈이 백스터의 노트북을 망치는 것을 마쳤을 때, 그들의 어머니가 스트립 티즈 비디오에 나오는 여자와 같은 셔츠와 반바지를 입고 들어와 캘빈이 자신의 어머니 비디오를 보며 자위했다는 것을 깨닫고 정신 붕괴를 일으킨다. 그 후, 치명적인 지진이 울리고 인류는 사라진다. 그러나 몇 년 후, 유일한 생존자인 불구 캘빈은 바이러스에도 불구하고 백스터의 노트북이 여전히 작동하는 것을 발견한다. 그는 노트북에 남아있는 마지막 스킷을 본다.
이 버전의 영화는 무비 43의 블루레이 디스크의 일부로 미국에서 등급이 지정되지 않은 대체 컷으로 출시되었으며, 미국 아마존 프라임에서 스트리밍되는 유일한 버전이다.
출연
- 마크 L. 영 - 캘빈 커틀러 역
- 애덤 캐글리 - J.J. 역
- 데빈 이시 - 백스터 커틀러 역
- 피셔 스티븐스 - 브랑코비치 / 미노타우르 역
- 팀 초우 - 중국 갱스터 #1 역
- 제임스 쉬 - 중국 갱스터 #2 역
- 네이트 하틀리 - 스티비 슈레이더 역
- 리즈 캐리 - 시타라 역
- 베스 리틀포드 - 커틀러 부인 역

### 세그먼트

#### 더 캐치
- 제작 및 감독: 피터 패럴리, 각본: 빌 오맬리, 록키 루소, 제러미 소센코

미혼 사업가 베스는 도시에서 가장 인기 있는 독신남 데이비스와 소개팅을 한다. 그들이 함께 레스토랑에 도착했을 때, 베스는 그가 스카프를 벗자 목에 고환이 매달려 있는 것을 보고 충격을 받는다. 저녁 식사를 하는 동안, 그는 자신의 해부학적 이상을 인정하지 않는 것에 대해 그녀는 혼란스러워하고 아무도 그것에 놀라지 않는 것 같다. 데이비스의 친구 두 명이 왔을 때, 그들 중 한 명이 그에게 베스에게 키스하라고 설득한다. 데이비스는 동의하지만, 그녀의 이마에 키스할 때 그의 목에 달린 고환이 베스의 입 근처에 매달려 그녀가 비명을 지르고 키스를 중단한다.
출연
- 휴 잭맨 - 데이비스 역
- 케이트 윈슬렛 - 베스 역
- 로이 젠킨스 - 레이 역
- 록키 루소 - 웨이터 제이크 역
- 애나 매디건 - 애비 역
- 줄리 클레어 - 팸 역
- 케이티 피너런 - 앤지 역

#### 홈스쿨드
- 감독: 윌 그레이엄, 각본: 윌 그레이엄, 잭 쿠코다

최근 이사 온 션과 클레어는 새로운 이웃인 로버트와 사만다와 커피를 마신다. 그들에게는 홈스쿨링을 하는 십대 아들 케빈이 있다. 그들은 홈스쿨링에 대해 묻기 시작하고, 로버트와 사만다는 어떻게 완전한 고등학교 경험을 재현했는지, 심지어 괴롭힘, 왕따, 따돌림, 방과 후 처벌까지 포함했는지 설명한다.
"진짜 고등학교"처럼 가능한 한 어색한 경험을 만들기 위해, 그들은 케빈을 제외한 파티를 열었고, 사만다는 케빈의 "첫 키스"를 조장했으며 로버트는 케빈에 대한 낭만적인 감정을 드러냈다. 눈에 띄게 동요한 이웃들은 결국 케빈을 만나는데, 그는 나간다고 말하며 모든 것이 괜찮다는 인상을 준다. 그가 사만다의 얼굴이 있는 자루 인형을 꺼내 그 인형을 자신의 여자친구라고 부를 때까지는.
출연
- 제러미 앨런 화이트 - 케빈 밀러 역
- 리에브 슈라이버 - 로버트 밀러 역
- 나오미 왓츠 - 사만다 밀러 역
- 알렉스 크랜머 - 션 역
- 줄리 앤 에머리 - 클레어 역

#### 더 프로포지션
- 감독: 스티브 카, 각본: 록키 루소, 제러미 소센코

줄리와 더그는 1년 동안 연애 중이었다. 그가 프로포즈를 시도했을 때, 그녀는 자신이 분변기호증임을 밝히며 침실에서 자신에게 배변해달라고 요청한다. 그의 가장 친한 친구 래리와 다른 사람들의 권유로 그는 많은 식사를 하고 행사 전에 변비약 한 병을 마신다.
전희를 원하는 줄리는 더그가 끝내려 하자 화를 내며 거리로 뛰쳐나간다. 그녀를 쫓아가던 그는 차에 치여 그래픽적으로 모든 곳에 배변한다. 그녀는 그를 안고 사과한다. 도로에서 그의 배설물로 뒤덮이고 둘러싸인 채, 그녀는 그것이 "지금까지 본 가장 아름다운 것"이라고 외치며 그의 결혼 프로포즈를 받아들인다.
출연
- 애나 패리스 - 줄리 / 바네사 역
- 크리스 프랫 - 더그 / 제이슨 역
- J. B. 스무브 - 래리 역
- 재러드 폴 - 빌 역
- 마리아 아르세 - 크리스틴 역
- 애런 라플란테 - 친구 역

#### 베로니카
- 감독: 그리핀 던, 각본: 매튜 알렉 포트노이

닐이 지역 식료품점에서 야간 근무를 하고 있을 때 그의 전 여자친구 베로니카가 계산대로 와서 그들은 다투기 시작한다. 곧 그들의 관계에 대해 한탄하면서 성적인 대화와 시시덕거림으로 바뀐다. 그들 몰래, 닐의 인터콤 마이크는 상점 전체에 모든 노골적인 대화를 방송하며, 다양한 노인들과 부랑자들이 듣고 있다. 그녀가 눈물을 흘리며 떠난 후, 손님들은 그가 그녀를 쫓아가는 동안 그의 근무를 대신하기로 동의한다.
출연
- 키어런 컬킨 - 닐 역
- 엠마 스톤 - 베로니카 역
- 아서 프렌치 - 노인 역
- 브룩 데이비스 - 키 큰 여자 역
- 조쉬 슈먼 - 키 작은 남자 역

#### 아이베이브
- 감독: 스티븐 브릴, 각본: 클라에스 셸스트롬, 요나스 비텐마크, 토비아스 칼슨, 록키 루소, 제러미 소센코

개발 중인 회사는 본사에서 새로 출시된 제품인 "아이베이브"에 대한 회의를 진행하고 있다. 아이베이브는 MP3 플레이어 역할을 하는 실제 크기의 사실적인 나체 여성 복제품이다. 상사는 아이베이브의 성기 부위에 내장된 팬의 위치에 대해 다양한 직원들이 논쟁하는 것을 듣는데, 이 팬은 아이베이브와 성관계를 시도하는 십대 소년들의 음경을 자르고 있다. 이사회 구성원들은 새로운 광고를 통해 제품의 위험성을 강력하게 강조하기로 동의한다.
출연
- 리처드 기어 - 상사 역
- 케이트 보즈워스 - 알렌 역
- 잭 맥브레이어 - 브라이언 역
- 아시프 맨드비 - 로버트 역
- 다비 린 토튼 - 여자 역
- 마크 암브로즈 - "채피" 역
- 캐시 클리프튼 - 아이베이브 #1 역
- 체리나 몬테니케스 스콧 - 아이베이브 #2 역
- 자흐 라스리 - 소년 역

#### 슈퍼 히어로 스피드 데이팅
- 공동 편집 및 감독: 제임스 더피, 각본: 윌 칼로그

로빈과 그의 동료 배트맨은 고담시의 스피드 데이팅 행사에서 숙적 펭귄의 폭탄 위협을 찾고 있다. 로빈은 스테이시, 로이스 레인, 슈퍼걸을 포함한 다양한 여성들과 스피드 데이팅을 통해 관계를 맺으려 노력하는 동안, 배트맨은 그의 전 애인 원더우먼을 만나고 펭귄이 슈퍼걸을 폭파시키는 것을 막으려 한다. 슈퍼걸은 나중에 리들러로 변장한 것으로 밝혀지는데, 배트맨은 이미 이것을 알고 로빈을 가지고 놀고 있었다. 로빈은 배트맨이 리들러의 속임수를 폭로하기 직전에 "그녀"에게 키스했다. 로이스 레인은 로빈에게 그들의 스피드 데이트에서 6개월 전에 슈퍼맨과 헤어졌다고 말한다. 슈퍼맨은 그녀의 침실 창문에 정액을 뿌리는 스토커/성도착증 환자임이 밝혀진다. 영화 몰래츠에서처럼 슈퍼맨의 정자에 대한 대중적인 논의를 더 확장하여, 로이스 레인은 그가 머리털을 유지하기 위해 정액을 헤어젤로 사용한다고 밝힌다.
출연
- 저스틴 롱 - 딕 그레이슨 / 로빈 역
- 제이슨 수데이키스 - 브루스 웨인 / 배트맨 역
- 우마 서먼 - 로이스 레인 역
- 보비 캐너베일 - 클라크 켄트 / 슈퍼맨 역
- 크리스틴 벨 - 카라 / 슈퍼걸 역
- 존 호지먼 - 펭귄 역
- 레슬리 비브 - 다이애나 프린스 / 원더우먼 역
- 윌 칼로그 - 리들러 역
- 카트리나 보든 - 스테이시 역

#### 머신 키즈
- 각본, 공동 편집 및 감독: 조너선 반 툴레켄

기계에 갇힌 아이들과 어른들이 이러한 특정 기계에 대해 비판하는 것이 기계 안에 갇힌 아이들의 감정에 어떻게 영향을 미치는지에 대한 가짜 공익광고이다. 이 광고는 "기계 안에 갇힌 아동 학대 방지 협회"에서 비용을 지불했다.

#### 미들 스쿨 데이트
- 감독: 엘리자베스 뱅크스, 각본: 엘리자베스 라이트 샤피로

네이선과 어맨다는 그의 집에서 방과 후 그들의 첫 "중학생" 데이트로 텔레비전을 보고 있다. 그들이 키스하기 시작했을 때, 그의 형 마이키가 거실로 들어와 그들을 놀린다. 어맨다는 월경 중임을 발견하고 그것을 숨기려 한다. 네이선이 그녀의 바지에 피를 보자, 그는 당황하며 그녀가 피를 흘려 죽어가고 있다고 믿는다. 그는 큰 소동을 일으키고, 나중에 네이선과 마이키의 아버지 스티브와 어맨다의 아버지도 합류한다.
어맨다는 그들의 어리석음을 비난하며, 그들 앞에서 첫 생리를 하고 있는데 그들이 어떻게 해야 할지 모른다는 것에 당황한다. 그녀가 아버지와 함께 떠날 때, 네이선은 자신의 발기된 음경을 질에 삽입하여 내부 장기의 내벽을 온전하게 유지하는 과정이 너무 복잡하다고 소리치고 마이키도 동의한다. 스티브는 그들 앞에서 방귀를 뀌어 그들을 응원한다. 마이키가 화장실로 가는 동안, 네이선과 스티브는 텔레비전에서 경기를 보는데, 매우 그래픽적인 탐팩스 광고가 나오며, 소녀가 월경 때문에 상어에게 잡아먹힌다.
출연
- 크리스토퍼 민츠플라스 - 마이키 역
- 클로이 그레이스 머레츠 - 어맨다 역
- 지미 베넷 - 네이선 역
- 패트릭 워버턴 - 스티브 (네이선과 마이키의 아버지) 역
- 맷 월시 - 어맨다의 아버지 역

#### 해피 버스데이
- 감독: 브렛 래트너, 각본: 제이콥 플라이셔

피트는 룸메이트 브라이언에게 생일 선물로 레프러콘을 잡는다. 레프러콘을 지하실에 묶어두고 그들은 그에게 금 항아리를 내놓으라고 요구한다. 음란한 레프러콘은 그의 형제가 그를 구하러 올 것이라고 위협한다. 그가 도착했을 때, 브라이언과 피트는 총에 맞지만 결국 두 레프러콘 모두를 죽인다. 세그먼트의 끝에서 피트는 그가 또한 금화 대가로 펠라티오를 해주는 페어리를 잡았다고 밝힌다.
출연
- 제라드 버틀러 - 레프러콘 #1 / 레프러콘 #2 역
- 조니 녹스빌 - 피트 역
- 숀 윌리엄 스콧 - 브라이언 역
- 에스티 긴즈부르그 - 동화 속 페어리 역

#### 트루스 오어 데어
- 제작 및 감독: 피터 패럴리, 각본: 그레그 프리티킨

도널드와 에밀리는 멕시코 식당에서 함께 데이트를 하고 있다. 전형적인 첫 데이트에 지친 에밀리는 도널드에게 진실 또는 도전을 제안한다. 그녀는 그에게 남자의 엉덩이를 잡으라고 도전하고, 그는 시각 장애인 소년의 케이크에 있는 생일 촛불을 끄라고 그녀에게 도전한다. 게임은 급격히 극단으로 치달아, 둘 다 성형 수술과 문신을 하고 자신들을 굴욕시킨다.
도널드와 에밀리가 에밀리의 아파트에 돌아왔을 때, 그들은 그들의 데이트를 칭찬한다. 도널드는 그녀에게 키스하려 하지만, 그녀는 그가 아시아 남성(그는 수술로 그렇게 변형되었다)에게 매력을 느끼지 않는다며 거절한다. 그녀는 농담이었고, 그녀는 확대된 가슴을 보여주며 그와 섹스하자고 초대한다.
출연
- 할리 베리 - 에밀리 역
- 스티븐 머천트 - 도널드 역
- 세이드 바드레야 - 덩치 큰 남자 역
- 스누키 - 본인 역
- 캐릴 웨스트 - 웨이트리스 역
- 리키 노엘 랜더 - 간호사 엘리자베스 역
- 팔로마 펠리스베르토 - 총각 파티 걸 역
- 재스퍼 그레이 - 단골손님 역
- 베니 해리스 - 바텐더 블랑코 역
- 젠 게스너 - 스트리퍼 역

#### 빅토리즈 글로리
- 감독: 러스티 컨디에프, 각본: 록키 루소, 제러미 소센코

1959년을 배경으로, 잭슨 코치는 완전 백인 팀과의 첫 경기를 앞두고 전원 흑인 농구팀에게 훈계하고 있다. 경기에 질까 봐 걱정하는 소심한 선수들은 코치로부터 백인 상대보다 스포츠에서 우월하다는 것을 저속하게 표현하는 훈계를 받는다. 경기가 시작되자, 완전 백인 팀은 비참하게 패배하지만, 그들이 얻은 단 한 점에 기뻐한다.
출연
- 테런스 하워드 - 잭슨 코치 역
- 애런 제닝스 - 앤서니 역
- 코리 브루어 - 월리스 역
- 재러드 더들리 - 모세 역
- 래리 샌더스 - 비숍 역
- 제이 엘리스 - 루시우스 역
- 브라이언 플라쿠스 - 백인 남자 #1 역
- 브렛 대번 - 백인 남자 #2 역
- 에반 두모첼 - 백인 남자 #3 역
- 션 로잘레스 - 백인 남자 #4 역
- 로건 홀러데이 - 백인 남자 #5 역
- 맨디 코왈스키 - 치어리더 역
- 에릭 스튜어트 - 해설자 역

#### 비젤
- 각본 및 감독: 제임스 건 (영화 감독)

엔딩 크레딧 중간에 나오는 에이미는 남자친구 앤슨의 애니메이션 고양이 비젤이 둘 사이를 갈라놓고 있다고 걱정한다. 비젤은 에이미와 자신과 앤슨 사이를 갈라놓으려는 모든 사람을 싫어하는 것 같지만, 앤슨은 비젤을 순진하게만 본다. 어느 날, 에이미는 비젤이 수영복을 입은 앤슨의 여름 휴가 사진을 보며 자위하는 것을 목격한다. 그는 그녀를 공격하고 폭력적으로 소변을 본다.
앤슨은 여전히 자신의 애완동물이 순진하다고 생각하지만, 에이미는 그가 비젤을 없애지 않으면 떠나겠다고 위협한다. 자신의 관계를 더 중요하게 생각하는 그는 비젤에게 새로운 집을 찾아주기로 동의한다. 그날 밤, 벽장 안에서 비젤은 눈물을 흘리며 커플이 사랑을 나누는 것을 지켜본다(그는 헤어브러시로 자위를 하고 박제된 곰인형과 드라이 험핑을 한다).
다음 날 비젤을 데려갈 시간이 되었을 때, 그는 어디에도 없었다. 에이미는 밖으로 나가 찾아본다. 비젤은 트럭으로 그녀를 치고 산탄총으로 그녀를 죽이려 하지만, 그녀는 그를 거리로 쫓아가 삽으로 때리기 시작한다. 이는 이웃집에서 생일 파티에 참석한 아이들 그룹에게 목격된다.
앤슨이 무슨 일이 일어나고 있는지 보러 다가가자, 에이미는 비젤의 동기를 설명하려 한다. 그는 순진한 척하고 앤슨은 자신의 고양이 편을 든다. 그러자 파티의 아이들이 플라스틱 포크로 에이미를 찔러 비젤을 때린 것에 대해 공격하고 살해한다. 앤슨은 그를 잡고, 비젤은 다시 주인을 프렌치 키스하는 것을 상상한다.
출연
- 엘리자베스 뱅크스 - 에이미 역
- 조시 더멜 - 앤슨 역
- 에밀리 앨린 린드 - 생일 소녀 역
- 미셸 건 - 엄마 역
- 크리스티나 린하르트 - 파티 광대 역

#### 딸을 찾아라
- 각본 및 감독: 밥 오든커크

삭제된 이 세그먼트에서, 모드와 조지는 가슴을 드러낸 딸 수지를 찾고 있으며, 카메라 뒤에서 유일한 단서인 딸의 작은 비디오 클립을 들고 있는 사설 탐정의 도움을 받고 있다. 이 장면은 DVD 및 블루레이 출시 시 추가 영상으로 포함되었다.
출연
- 줄리앤 무어 - 모드 역
- 토니 샬호브 - 조지 역
- 조던나 테일러 - 수지 역
- 밥 오든커크 - 사설 탐정 역

#### 더 어프렌티스
- 각본 및 감독: 스티브 베이커, 데이먼 에스코트

두 번째 삭제된 장면은 수줍음 많은 장의사 수습생 웨인을 다루는데, 그는 비밀리에 네크로필리아이다. 어느 날 밤, 그가 관계를 맺고 있던 시체가 그의 추력으로 인해 다시 살아난다. 그의 상사인 밥이 갑자기 들어와 웨인이 어떤 종류의 생명을 구하는 수술을 했다고 믿는다. 병원 직원들과 언론은 그를 축하하고, 뉴스 기자는 그가 그녀를 살리기 위해 무엇을 했는지 묻는다.
대답을 할 수 없자, 현장의 경찰관 중 한 명이 모두에게 보안 테이프를 보면 알 수 있다고 말한다. 그들이 보안실로 달려가는 동안, 웨인은 그가 살린 소녀로부터 개인적인 감사를 받는데, 그는 어색하게 "천만에요"라고 대답한다. "우리 딸을 찾아줘"와 달리 이 장면은 홈 릴리스에 포함되지 않았으며, 대신 2014년 LA 코미디 페스티벌에서 초연되었다.
출연진
- 안톤 옐친 - 웨인 역
- 셰인 제이콥슨 - 밥 역
- 마리아 볼크 - 소녀 역
- 크리스토퍼 커비 - 경찰 역

## 전체 캐스팅
- 데니스 퀘이드 - 찰리 웨슬러
- 그레그 키니어 - 그리핀 슈레이더
- 에마 스톤 - 엘런
- 클로이 머레츠 - 어맨더
- 제라드 버틀러 - 레프러콘 1, 2
- 엘리자베스 뱅크스 - 에이미
- 휴 잭맨 - 데이비스
- 조시 더멜 - 앤슨
- 크리스틴 벨 - 수퍼걸
- 핼리 베리 - 에밀리
- 케이트 윈즐릿 - 베스
- 리처드 기어 - 보스
- 나오미 와츠 - 서맨서 밀러
- 우마 서먼 - 로이스 레인
- 숀 윌리엄 스콧 - 브라이언
- 테런스 하워드 - 잭슨 코치
- 키런 컬킨 - 닐